# Batalion KOP „Suwałki”
Batalion KOP „Suwałki” – pododdział piechoty Korpusu Ochrony Pogranicza.

## Geneza
Do czasu zakończenia wojny polsko-bolszewickiej, czyli do jesieni 1920, wschodnią granicę państwa polskiego wyznaczała linia frontu. Dopiero zarządzeniem z 6 listopada 1920 utworzono Kordon Graniczny Ministerstwa Spraw Wojskowych. W połowie stycznia 1921 zmodyfikowano formę ochrony granicy i rozpoczęto organizowanie Kordonu Granicznego Naczelnego Dowództwa WP. Obsadzony on miał być przez żandarmerię polową i oddziały wojskowe. Latem 1921 ochronę granicy wschodniej postanowiło powierzyć Batalionom Celnym. W Suwałkach rozmieszczono dowództwo i pododdziały sztabowe 10 batalionu celnego.
W drugiej połowie 1922 przeprowadzono kolejną reorganizację organów strzegących granicy wschodniej. 1 września 1922 bataliony celne przemianowano na bataliony Straży Granicznej. W rejonie odpowiedzialności przyszłego batalionu KOP „Suwałki” służbę graniczną pełniły pododdziały 10 batalionu Straży Granicznej.
Już w następnym zlikwidowano Straż Graniczną, a z dniem 1 lipca 1923 pełnienie służby granicznej na wschodnich rubieżach powierzono Policji Państwowej.
W sierpniu 1924 podjęto uchwałę o powołaniu Korpusu Ochrony Pogranicza – formacji zorganizowanej na wzór wojskowy, a będącej etacie Ministerstwa Spraw Wewnętrznych.

## Formowanie i zmiany organizacyjne
Na posiedzeniu Politycznego Komitetu Rady Ministrów, w dniach 21–22 sierpnia 1924, zapadła decyzja powołania Korpusu Wojskowej Straży Granicznej. 12 września 1924 Ministerstwo Spraw Wojskowych wydało rozkaz wykonawczy w sprawie utworzenia Korpusu Ochrony Pogranicza, a 17 września instrukcję określającą jego strukturę. Jesienią 1927, w garnizonie Suwałki, w składzie 6 Półbrygady Ochrony Pogranicza został sformowany 29 batalion odwodowy. 
Jednostką formującą był 41 pułk piechoty . Batalion składał się z trzech kompanii piechoty, plutonu łączności i plutonu ckm. Etatowo liczył 22 oficerów, 164 podoficerów i 501 szeregowców. W 1927 Inspektorat Graniczny Straży Celnej „Suwałki” przekazał rejon ochranianej granicy państwowej pod jurysdykcję Korpusowi Ochrony Pogranicza, a konkretnie batalionowi KOP „Suwałki”. Utworzono zatem strażnice KOP na granicy polsko-pruskiej i tym samym batalion stał się jedynym batalionem odwodowym posiadającym kompanię graniczną. Długość ochranianego przez batalion odcinka granicy wynosiła 70 kilometrów, a strażnicy 8 kilometrów. Odległość dowództwa batalionu od dowództwa brygady wynosiła 254 kilometry.
Jako rozgraniczenie odcinka granicznego ze Strażą Graniczną przyjęto linię: słup graniczny nr 202 – Jankielówka – Podworonowo – Sucha Wieś.
W lipcu 1929 przyjęto zasadę, że bataliony przyjmą nazwę miejscowości będącej miejscem ich stacjonowania. Obok nazwy geograficznej do 1931 stosowano również numer batalionu. W tym czasie batalion na uzbrojeniu posiadał 733 karabiny Berthier wz.1916, 44 lekkich karabinów maszynowych Bergmann wz. 1915 i 8 ciężkich karabinów maszynowych Hotchkiss wz.1914.
Po przeprowadzonej reorganizacji „R.2” w 1931 batalion składał się z dowództwa batalionu, plutonu łączności, kompanii karabinów maszynowych, dwóch kompanii strzeleckich i jako jedyny z batalionów odwodowych posiadał kompanię graniczną (kompania graniczna KOP „Filipów”).
W listopadzie 1936 batalion etatowo liczył 17 oficerów, 62 podoficerów, 18 nadterminowych i 543 żołnierzy służby zasadniczej.
Rozkazem dowódcy KOP z 23 lutego 1937 została zapoczątkowana pierwsza faza reorganizacji Korpusu Ochrony Pogranicza „R.3”. Batalion otrzymał nowy etat. Był jednostką administracyjną dla posterunku żandarmerii KOP „Suwałki”. W wyniku realizacji drugiej fazy reorganizacji KOP latem 1937 została zlikwidowana orkiestra batalionu.
W styczniu 1939 odcinek granicy polsko-niemieckiej, ochraniany dotychczas przez batalion KOP „Suwałki”, został przekazany Straży Granicznej.
Batalion KOP „Suwałki” został rozformowany w lutym i marcu 1939. Jednocześnie anulowane zostały tabele mobilizacyjne. Do czasu likwidacji batalion KOP „Suwałki” był jednostką mobilizującą. Zgodnie z planem mobilizacyjnym „W” miał w czasie mobilizacji alarmowej sformować III batalion 134 pułku piechoty oraz uzupełnić swoje stany do etatu wojennego. Zadanie przeprowadzenia mobilizacji III/134 pp przejął 41 Suwalski Pułk Piechoty.

## Żołnierze batalionu
| Dowódcy batalionu  |                       |                                             |                                                                |
| stopień            | imię i nazwisko       | okres pełnienia służby                      | kolejne stanowisko                                             |
| mjr / ppłk piech.  | Bogusław Kunc         | 29 X 1927 – 14 VIII 1928                    | komendant Korpusu Kadetów Nr 2 w Chełmnie                      |
| ppłk piech.        | Edward Banaszak       | 23 VIII 1928 – 25 VI 1929                   | dowódca baonu KOP „Żytyń”                                      |
| mjr piech.         | Jan Józef Kraus       | 25 VI 1929 – 9 VIII 1930 (20 IX 1930)       | dowódca baonu podchorążych rezerwy piechoty nr 7-a w Jarocinie |
| mjr piech.         | Wacław Zdrojewski     | 3 X 1930 (20 IX 1930) – 31 V 1933 (VI 1933) | inspektor wf i pw w DOK III w Grodnie                          |
| mjr / ppłk piech.  | Adam Józef Borkiewicz | 31 V 1933 – 24 XII 1935 (I 1936)            | dyrektor Muzeum Józefa Piłsudskiego w Belwederze               |
| ppłk piech.        | Jan Światkowski       | 24 XII 1935 – 4 XI 1937                     | zastępca dowódcy pułku KOP „Głębokie”                          |
| ppłk piech.        | Michał Osmola         | 4 XI 1937 – 17 II 1939                      | dowódca baonu KOP „Sejny”                                      |
| kpt. adm. (piech.) | Jan Jarmiński         | 17 II – 31 III 1939                         | zastępca szefa Szefostwa Budownictwa KOP                       |

| Obsada personalna batalionu w I kwartale 1939 | Obsada personalna batalionu w I kwartale 1939 | Obsada personalna batalionu w I kwartale 1939        |
| Stanowisko etatowe                            | stopień, imię i nazwisko                      | kolejny przydział służbowy                           |
| --------------------------------------------- | --------------------------------------------- | ---------------------------------------------------- |
| dowódca batalionu                             | ppłk piech. Michał Osmola                     | dowódca baonu KOP „Sejny”                            |
| adiutant                                      | kpt. piech. Stanisław Hałaczkiewicz           | 41 pp                                                |
| kwatermistrz                                  | kpt. adm. (piech.) Jan Jarmiński              | Szefostwo Budownictwa KOP                            |
| oficer płatnik                                | kpt. int. Aleksander Kazimierz Siwkowski      | Szefostwo Intendentury KOP                           |
| lekarz medycyny                               | kpt. lek. Bolesław Euzebiusz Herchold         | 5 Szpital Okręgowy                                   |
| oficer materiałowy                            | kpt. piech. Józef Antoni Ruschar              | dowódca 2 kompanii km 41 pp                          |
| dowódca kompanii granicznej „Filipów”         | kpt. piech. Jan Batorski                      | dowódca kompanii szkolnej baonu KOP „Snów”           |
| zastępca dowódcy kompanii granicznej          | por. piech. Kazimierz Krawiec                 | zaastępca dowódcy kompanii szkolnej baonu KOP „Snów” |
| dowódca kompanii szkolnej-strzeleckiej        | kpt. piech. Roman Piotr Karolczyk             | obwodowy komendant PW przy 41 pp                     |
| dowódca plutonu                               | por. piech. Franciszek Plisewicz              | dowódca plutonu w kompanii szkolnej baonu KOP „Snów” |
| dowódca kompanii strzeleckiej                 | kpt. piech. Czesław Michał Dąbrowa            | kwatermistrz baonu KOP „Stołpce”                     |
| dowódca plutonu                               | por. piech. Janusz Paweł Chyczewski           | baon KOP „Berezwecz”                                 |
| dowódca plutonu                               | por. piech. Tadeusz Ludwik Makowski           | dowódca plutonu w 6/41 pp                            |
| dowódca plutonu                               | por. piech. Józef Pakuła                      | dowódca plutonu 1 kompanii szkolnej CSP KOP          |
| dowódca kompanii karabinów maszynowych        | kpt. piech. Marcin Borek                      | dowódca 1 kompanii km 41 pp                          |
| dowódca plutonu                               | por. piech. Jan Wojciech Maksymowicz          | dowódca 8/41 pp                                      |
| dowódca plutonu                               | chor. Józef Szczepanik                        | dowódca plutonu baonu KOP „Stołpce”                  |
| dowódca plutonu łączności                     | por. piech. Jan Nepomucen Hübner              | dowódca 2 kompanii granicznej baonu KOP „Delatyn”    |